# Cantonul Sournia
Cantonul Sournia este un canton din arondismentul Prades, departamentul Pyrénées-Orientales, regiunea Languedoc-Roussillon, Franța.

## Comune
- Arboussols
- Campoussy
- Felluns
- Pézilla-de-Conflent
- Prats-de-Sournia
- Rabouillet
- Sournia (reședință)
- Tarerach
- Trévillach
- Trilla
- Le Vivier